# Fort Klapperkop

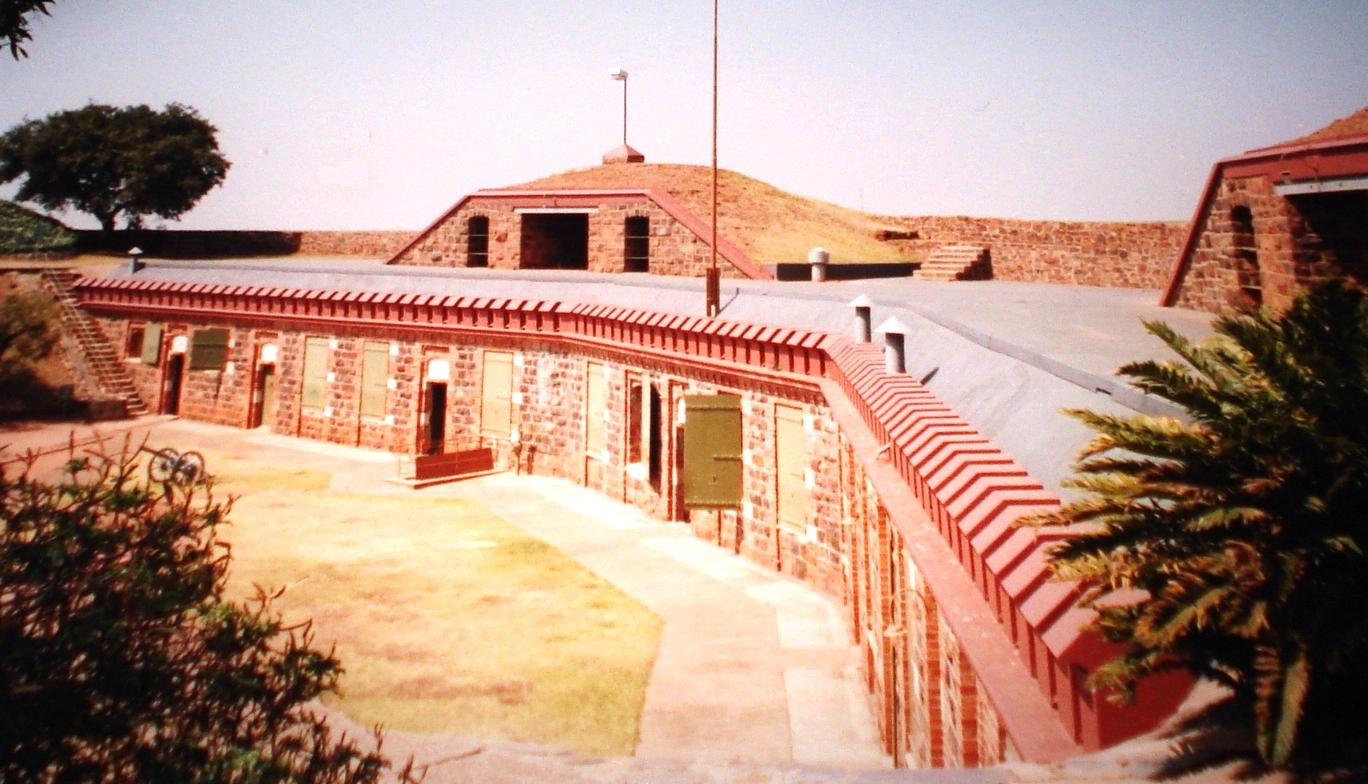
Fort Klapperkop bei Pretoria

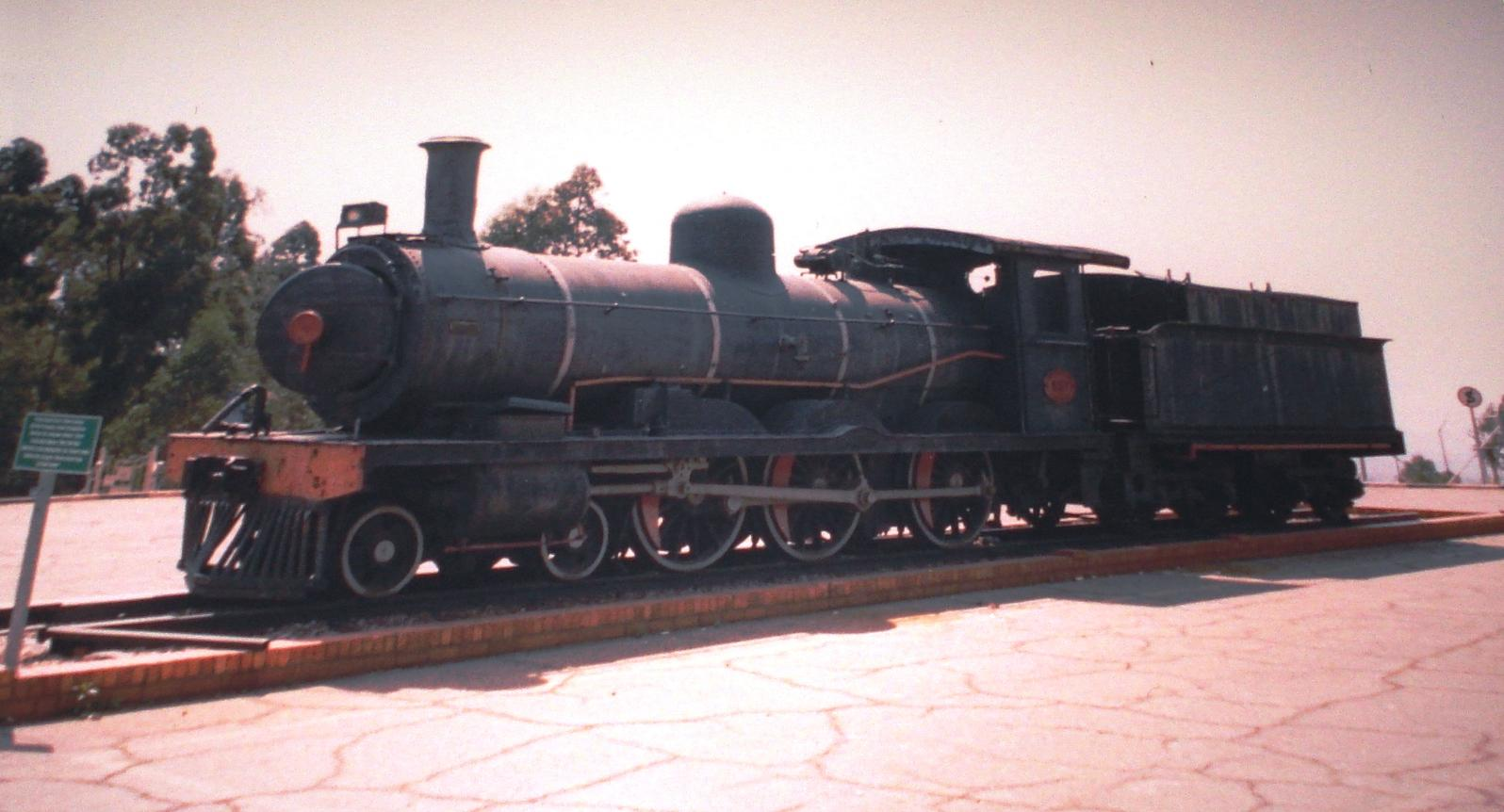
Tenderlokomotive vor Fort Klapperkop (Teil des „Fort Klapperkop Military Museum“)

Fort Klapperkop ist ein (ehemaliges) Fort in Pretoria, Provinz Gauteng in Südafrika, das heute Standort des Fort Klapperkop Military Museum ist.

## Geschichte

### Hintergrund
Es ist eines der vier Forts, die von der Südafrikanischen Republik (ZAR) zum Schutz Pretorias kurz vor 1900 errichtet wurden; die anderen drei Forts sind Fort Schanskop, Fort Wonderboompoort und Fort Daspoortrand.
Die Forts wurden als Reaktion auf den 1896 niedergeschlagenen Jameson Raid errichtet. Der Jameson Raid sowie die hohe Zahl der Ausländer, die nach den Goldfunden im Witwatersrand (in die Gegend des heutigen Johannesburgs) zugewandert waren, ließen die Sicherheit der Hauptstadt der Südafrikanischen Republik (ZAR) als gefährdet erscheinen.
Daher wurde ein Plan zur Sicherung der Hauptstadt entwickelt. Am 24. März 1896 wurde der Bau von acht Forts von der Regierung der Südafrikanischen Republik genehmigt (von denen lediglich vier errichtet wurden).

### Geschichte des Forts
Fort Klapperkop wurde von den deutschen Ingenieuren Otto Albert Adolph von Dewitz und Heinrich C. Werner von der Firma Krupp nach den Plänen des Architekten Christiaan Kuntz errichtet und am 18. Januar 1898 übergeben.
Bei dem Fort handelt sich um eine nach Süden ausgerichtete fünfeckige Anlage mit befestigten, halbunterirdischen Räumen, die zusätzlich durch einen Festungsgraben und Stacheldraht geschützt war.
In dem Fort waren mehrere Kanonen verschiedener Kaliber stationiert, um Pretoria gegen vorrückende Truppen zu schützen, das Fort selbst konnte durch zahlreiche Schießscharten das umgebende Gelände sichern.
Nach Beginn des Zweiten Burenkrieges wurden Mannschaften und Waffen von dem Fort abgezogen, so dass es am 5. Juni 1900 kampflos an die britischen Truppen fiel.
Nach dem Ende des Zweiten Burenkrieges blieb Fort Klapperkop eine militärische Anlage.
Am 8. Juli 1938 wurde Fort Klapperkop zu einem „National Monument“ erklärt, das 1966 renoviert wurde und anschließend Standort des Fort Klapperkop Military Museum wurde.

## Fort Klapperkop Military Museum
Das Fort Klapperkop Military Museum dokumentiert die militärische Geschichte Südafrikas von ca. 1850 bis zum Ende des zweiten Burenkrieges.
Auf dem Gelände Fort Klapperkop befinden sich
- die Gedenkstätte der Südafrikanischen Armee für die im Dienst getöteten Soldaten.
- eine 1898 durch NGR Neilson-Reid gebaute Tenderlokomotive, die während des zweiten Burenkrieges für Truppentransporte eingesetzt wurde.

## Sonstiges
Fort Klapperkop befindet sich südlich von Pretoria, östlich der Nationalstraße N12.
Auf der westlichen Seite befindet sich Fort Schanskop auf dem Gelände des Voortrekker Monuments.